# Tisztítás-technológia
A tisztítás-technológia, németül Reinigungstechnik, a hivatalos, szakmai  megnevezése a  takarításnak, tisztítás-technológiai szakember pedig a takarítónak (Gebäudereiniger)
A takarítás definíciója: "Formailag és tartalmilag értékelhető, bizalmi, dokumentált és integrált szolgáltatás, amely egy előre meghatározott területen, az oda nem való és ott valamilyen kockázatot jelentő anyagokat távolítják el vagy tartják távol szakszerű módszerekkel, tervezett időben." – Forrás: Ritz Tibor: Tisztítás-technológiai szakmunkás
A MATISZ, azaz a Magyar Tisztítás-technológiai Szövetség a magyar takarítószektor egyik legfontosabb szakmai szövetsége. 1999-ben alakult, 30 takarító cég részvételével. Fő célja, az volt, hogy a tisztítás-technológia (takarítás) Magyarországon is egy államilag elismert szakma legyen. A 2004. évi állami elismerést követően a szövetség a szakma társadalmi elismerését tűzte ki céljául. A szakmapolitikai irányelvek egyik legfontosabb eleme a tisztítás-technológiai szakképzések kidolgozása és tartás volt.
Kapcsolódó TEÁOR számok:
81 - Építményüzemeltetés, zöldterület-kezelés
>>  812 - Takarítás
>>>>  8121 - Általános épülettakarítás
>>>>  8122 - Egyéb épület-, ipari takarítás
>>>>  8129 - Egyéb takarítás
9601 - Textil, szőrme mosása, tisztítása
Szakmai szintek:
1. Tisztítás-technológiai szakmunkás (EQF 4-es szint)
2. Tisztítás-technológiai szolgáltatásvezető (EQF 5-ös szint)
3. Tisztítás-technológiai mester. A mesteri szint szakmai követelménye, hogy a tartalmi és gyakorlati tudásanyagok 97%-át hibátlanul tudja az illető. A kamara tisztítás-technológiai mester szintnek elfogadja a Környezetmérnöki és a Hulladékgazdálkodási főiskolai végzettséget. Ezek mindegyike EQF 6+ szint.

EQF vagy EKKR a magyar megfelelője, ami az Európai Képesítési Keretrendszernek a rövidítése. Az (EKKR) egy olyan 2006-ban elfogadott referenciakeret, amelynek segítségével könnyebbé válik az Európában megszerezhető bizonyítványok és oklevelek összehasonlítása. Az EKKR nyolc szintből áll, és a tudás, a képesség, az autonómia és felelősségvállalás szempontjából határozza meg a tanulási eredményeket.
A tisztítás-technológia a szennyeződések (azaz, az oda nem illő anyagok, mint pl. a por) különböző felületekről és gázokból történő eltávolításával foglalkozik. A szennyeződéseket többféle szempont alapján osztályozza, az egyik, hogy milyen kockázatokat jelentenek a környezetre és a tisztítást végző személyre. A képzéseken a szakember megtanulja a felületek típusait és a rajtuk előforduló szennyeződéseket és az eltávolításukat. Rögzítik, hogy a feladathoz milyen takarítógépekre, - eszközökre és tisztító szerekre lesz szükség,  milyen folyamatok mentén kell haladni és melyik eljárást/hatásmechanizmust kell alkalmazni.   Megtanítják a védőfelszerelések szakszerű használatát, a protokollokat (például Tiszta Térben) és a takarítógépek/tisztító berendezések üzemeltetését, karbantartását, továbbá a tisztító-/kezelő-/védőszerek összetételét, kémiai tulajdonságait, hatását, használatát.